# Tepexpan
Tepexpan is een plaats in de Mexicaanse staat Mexico. De plaats heeft 48.103 inwoners (census 2005) en is gelegen in de gemeente Acolman.
In Tepexpan is een van de oudste mensenskeletten van Amerika gevonden. De man van Tepexpan werd oorspronkelijk gedateerd op ongeveer 11000 v.Chr. en is aangetroffen met mammoetresten en werktuigen van obsidiaan. Vermoedelijk is de persoon van Tepexpan tijdens de jacht door de mammoet onder de voet gelopen. Deze vondst is gedaan in 1947. In 1955 is op de plaats een museum ingericht. Latere studies hebben het skelet gedateerd op 5000 of 7000 v. Chr. en hebben in twijfel getrokken of het een man betreft.